# Stawiska (Dąbrowica)
Stawiska – część wsi Dąbrowica w Polsce położona w województwie małopolskim, w powiecie bocheńskim, w gminie Bochnia.
W latach 1975–1998 miejscowość administracyjnie należała do województwa tarnowskiego.